# فرودگاه گدفریدو پی راموس

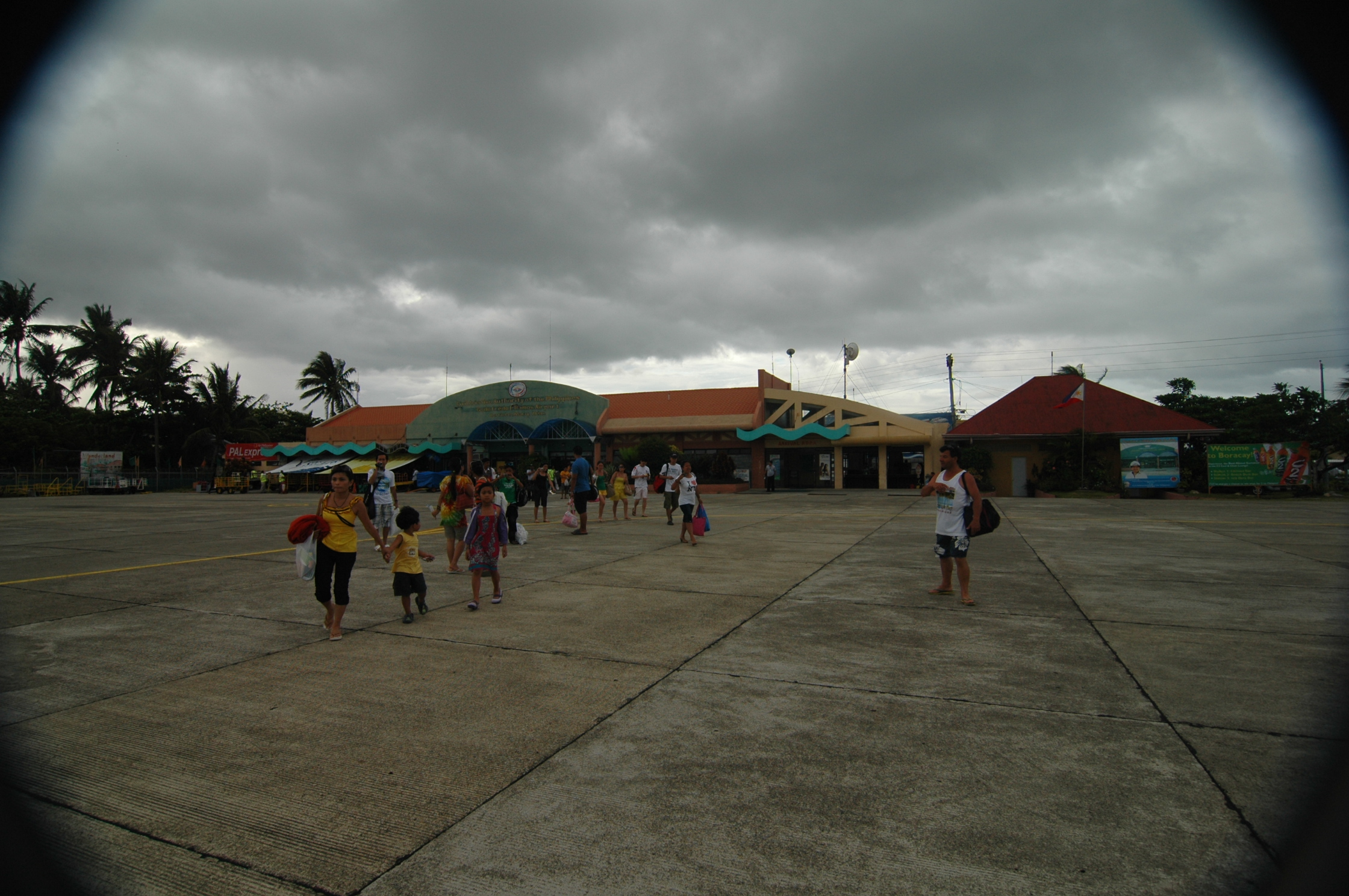
فرودگاه گدفریدو پی راموس

فرودگاه گدفریدو پی راموس (به انگلیسی: Godofredo P. Ramos Airport) (به زبان بومی: Paliparang Godofredo P. Ramos) یک فرودگاه همگانی مسافربری با کد یاتا MPH است که یک باند فرود بتن دارد و طول باند آن ۸۱۰ متر است. این فرودگاه در کشور فیلیپین قرار دارد و در ارتفاع ۵ متری از سطح دریا واقع شده‌است.

## شرکت‌های هواپیمایی و مقصدهای پروازی
| شرکت‌های هواپیمایی  | مقصدهای پروازی                    |
| ------------------ | --------------------------------- |
| گام ایر            | زورخ ان هوپ                       |
| LIAT               | باربادوس                          |
| ترنس گویانا ایرویز | گرانتلی ادمز، زورخ ان هوپ، پیارکو |